# Bolíkovice (Babice)
Bolíkovice, někdy též Bulíkovice (s předložkou 2. pád do Bolíkovic, 6. pád v Bolíkovicích, německy Bulikowitz) jsou vesnice, místní část Babic v okrese Třebíč. Rozkládají se asi kilometr na sever od Babic. Ve vesnici žije 58 obyvatel.

## Název
Název se vyvíjel od varianty in Bolicowicz (1358, 1373), Bilicouiz (1381), Bulikowicz (1585), Bulykowitz (1672), Bulikowitz (1718), Pulikowitz (1720), Bullikowitz (1751), Bullikowitz a Bulikowice (1846), Bulikowitz a Bulíkovice (1872) až k podobě Bolíkovice v roce 1924. Místní jméno znamenalo ves lidí Bolíkových. Pojmenování je rodu ženského, čísla pomnožného, genitiv zní Bolíkovic.

## Geografická charakteristika
Vesnice Bolíkovice leží ve východní polovině svého katastrálního území při silnici č. III/4102 mezi Babicemi a Čáslavicemi. Na severu hraničí katastrální území Bolíkovic s Čáslavicemi, na západě s Cidlinou, na jihu s Babicemi a na východě s Loukovicemi.
Nadmořská výška vesnice se pohybuje v rozmezí kolem 490 m n. m. Nejvyššího bodu dosahuje katastrální území Bolíkovic na západě v kopci Maková hora (682 m n. m.). Vesnice vznikla na potoce pramenícím v Karlově studánce v lesích; tento potok poté odtéká k Šebkovickému potoku a k Bolíkovickému rybníku.

## Historie
První písemná zmínka o vesnici pochází z roku 1358. Roku 1373 je držel Vilém z Bolíkovic (dříve Vilém z Babic). Od roku 1382 pak patřily Hanzlínovi z Bolíkovic, postupně se střídalo několik majitelů, až od roku 1528 patřily do lesonického panství a později, od roku 1585 náležely do sádeckého panství. V 16. století je v Bolíkovicích uvedena tvrz.
Později pak patřily Tomáši Cerbonimu, který majetek prodal Bohumíru z Walldorfu. V roce 1924 byla v obci založena Domovina. Obec byla elektrifikována roku 1938 Západomoravskými elektrárnami. V roce 1958 bylo v obci založeno jednotné zemědělské družstvo, to pak bylo roku 1960 sloučeno s JZD v Babicích. Spojená JZD byla v roce 1972 sloučena do JZD v Lesonicích a roku 1972 pak do JZD Nový život v Jakubově.
Územněsprávně byly Bolíkovice v letech 1869–1890 vedena pod názvem Bulíkovice jako osada Babic v okrese Znojmo, v letech 1900–1910 pod názvem Bulíkovice jako osada Babic v okrese moravskobudějovickém, v letech 1921–1950 jako obec v okrese moravskobudějovickém. Jako část Babic jsou Bolíkovice vedeny od roku 1961.
V poli u Bolíkovic byl zastřelen Ladislav Malý, jeden z hlavních aktérů tzv. „případu Babice“.

## Obyvatelstvo
| Rok            | 1869 | 1880 | 1890 | 1900 | 1910 | 1921 | 1930 | 1950 | 1961 | 1970 | 1980 | 1991 | 2001 | 2011 | 2021 |
| -------------- | ---- | ---- | ---- | ---- | ---- | ---- | ---- | ---- | ---- | ---- | ---- | ---- | ---- | ---- | ---- |
| Počet obyvatel | 135  | 127  | 139  | 138  | 152  | 158  | 115  | 101  | 109  | 103  | 85   | 63   | 51   | 46   | 58   |
| Počet domů     | 21   | 21   | 21   | 22   | 22   | 24   | 27   | 29   | 29   | 25   | 25   | 25   | 26   | 28   | 29   |

## Pamětihodnosti
- dřevěná zvonice
- socha svatého Vendelína z poloviny 18. století[6]